# إيلي ناكوزي
إيلي ناكوزي (14 يوليو 1969 -) هو صحفي ومذيع لبناني ومدير مكتب أم تي في في واشنطن العاصمة ومقدم سابق لبرنامجي «من العراق» و«بصراحة» في قناة العربية.

## النشأة والمسيرة المهنية
ولد في حي فرن الشباك في بيروت عام 1969. والده هو فادي بشارة ناكوزي وأمه هي ريما إلحاج. وتخرج عام 1992 من جامعة سيدة اللويزة بماجستير في الشؤون الدولية والدبلوماسية. بدايات ناكوزي كانت في إذاعة صوت لبنان عام 1990 عندما قدم برنامجاً سياسياً يسمى برلمان الشباب، وكان يحاور فيه طلاباً جامعيين حول القضايا السياسية الساخنة، ومن ثم عمل في الصحافة المكتوبة بجريدتي السفير والنهار، وانتقل بعدها إلى التلفزيون في قناة «أي سي ان» المحلية، ومن بعدها جاءت إل بي سي حيث كان يقدم فقرة سياسية في الفترة الصباحية. وحقق ناكوزي شهرة كبيرة بعد ذلك في برنامج «سجل موقف» على شاشة أم تي في إلى أن أوقفت القناة عام 2002. انتقل بعدها ناكوزي إلى قناة العربية وقدم برنامج من العراق لفترة قبل ان يبدأ بتقديم برنامجه الجديد بصراحة فيما بعد.
أجرى عدة لقاءات صحفية مع شخصيات مهمة من أبرزها:
- روبرت غيتس، وزير الدفاع الأمريكي السابق
- طوني بلير، رئيس الوزراء البريطاني السابق
- جوردون براون، رئيس الوزراء البريطاني السابق
- تسيبي ليفني، وزيرة الخارجية الإسرائيلية السابقة
- برويز مشرف، رئيس باكستان السابق
- محمود أحمدي نجاد، رئيس إيران السابق
- عمر البشير، رئيس السودان
- جون بولتون، السفير الأمريكي السابق في الأمم المتحدة[3]
- زلماي خليل زاد، السفير الأمريكي السابق في العراق
- بول بريمر، المسؤول الأمريكي على الإشراف المدني في العراق سابقا
- كريستوفر روس، سفير أمريكي سابق
- ريتشموند جونز، سفير أمريكي سابق
- ريموند أوديرنو، الجنرال القائد للقوات المتعددة الجنسيات في العراق
- ريكاردو سانشيز، قائد سابق للقوات المتعددة الجنسيات في العراق
- مارك كيميت، المتحدث العسكري باسم القوات متعددة الجنسيات في العراق
- دان سينر، المتحدث المدني باسم سلطة الائتلاف المؤقتة في العراق
- نبيل خوري، المتحدث للإعلام العربي باسم سلطة الائتلاف المؤقتة في العراق
- إياد علاوي، رئيس الوزراء العراقي السابق
- نوري المالكي، رئيس الوزراء العراقي السابق
- مسعود برزاني، حاكم إقليم كوردستان
- جلال الطالباني، رئيس العراق
- برهم صالح، نائب رئيس الوزراء العراقي السابق
- عبد العزيز الحكيم، رئيس المجلس الأعلى الإسلامي العراقي السابق
- أحمد الجلبي، رئيس المؤتمر الوطني العراقي
- إبراهيم الجعفري، رئيس الوزراء العراقي السابق
- طارق الهاشمي، نائب رئيس العراق السابق
- نيجيرفان بارزاني، رئيس وزراء إقليم كوردستان
- مسعود البارزاني ، الزعيم والقائد الكردستاني 2025

أصدر مع الملحن والمغني زياد الرحباني أغنية «ضربت يا معلم».
هاجر إلى الولايات المتحدة في عام 2009 بعد خسارته الانتخابات اللبنانية البرلمانية وبعد تعرضه لمحاولة قتل. ويشغل حاليا منصب مدير مكتب أم تي في في واشنطن العاصمة.
أصدر في 2014 كتاب «أعداء أخويّون، قصة حقيقية (مذكرات موال للولايات المتحدة - الكتاب 1)» باللغة الإنجليزية عن دار نشر «مايك سانس بروداكشنز».

## الحياة الشخصية
متزوج ولديه أطفال.

## برامجه
- برلمان الشباب، صوت لبنان (1990 -)
- نهاركم سعيد الفترة الثقافية، إل بي سي
- سجّل موقف، أم تي في (-2002)
- من العراق، قناة العربية
- بصراحة، قناة العربية

## مؤلفاته
- أعداء أخويّون، قصة حقيقية (مذكرات موال للولايات المتحدة - الكتاب 1)، مايك سانس بروداكشنز، 2014